# Rock Derby
Rock Derby is een stripreeks die begonnen is in 1974 met Michel Regnier als schrijver en tekenaar.

## Albums
Alle albums zijn getekend en geschreven door Michel Regnier.

### Reeks 1
Deze reeks verschijn achtereenvolgens bij het stripweekblad Kuifje van 1974 tot 1976 met als uitgevers Uitgeverij Helmond en Le Lombard.
1. De haaien van de ring
2. De poppendieven
3. Paniek in het paradijs

### Reeks 2
Deze reeks werd uitgegeven bij Uitgeverij Paul Rijperman allemaal uitgegeven in 1980.
1. Het goud van de Navajo's
2. De onzichtbare vijand
3. De diamanten van Boro-Boro
4. Een ster verdwijnt